# David Miller
David Miller (28. listopadu 1909 Paterson – 14. dubna 1992 Los Angeles) byl americký filmový režisér.
Poprvé jako režisér nastoupil v roce 1935, kdy natočil film Trained Hoofs. V roce 1938 získal jeho film Penny Wisdom Oscara v kategorii krátkometrážní film, barevný. Druhou světovou válku Miller prožil v jednotce amerického režiséra Franka Capry, která měla za úkol tvořit propagandistické dokumentární filmy.

## Filmografie
- 1976 Bittersweet Love
- 1973 Executive Action
- 1969 Hail, Hero!
- 1968 Hammerhead
- 1963 Captain Newman, M.D.
- 1962 Lonely Are the Brave
- 1961 Back Street
- 1960 Zastrašování (Midnight Lace)
- 1959 Happy Anniversary
- 1957 The Story of Esther Costello
- 1956 Opačné pohlaví (The Opposite Sex)
- 1956 Diane
- 1954 Beautiful Stranger
- 1952 Sudden Fear
- 1951 Saturday's Hero
- 1950 Jsi opravdu naše (Our Very Own)
- 1949 Šťastni v lásce (Love Happy)
- 1949 Top o' the Morning
- 1946 Seeds of Destiny
- 1942 Flying Tigers
- 1942 Further Prophecies of Nostradamus
- 1942 Sunday Punch
- 1941 Billy the Kid'
- 1941 More About Nostradamus
- 1940 The Happiest Man on Earth
- 1939 Drunk Driving
- 1939 Ice Antics
- 1938 The Great Heart
- 1938 Nostradamus
- 1938 Fisticuffs
- 1938 It's in the Stars
- 1938 La Savate
- 1937 Equestrian Acrobats
- 1937 Tennis Tactics
- 1937 Penny Wisdom
- 1937 Dexterity
- 1936 Hurling
- 1936 Table Tennis
- 1936 Let's Dance
- 1935 Crew Racing
- 1935 Trained Hoofs